# Jamu Mare

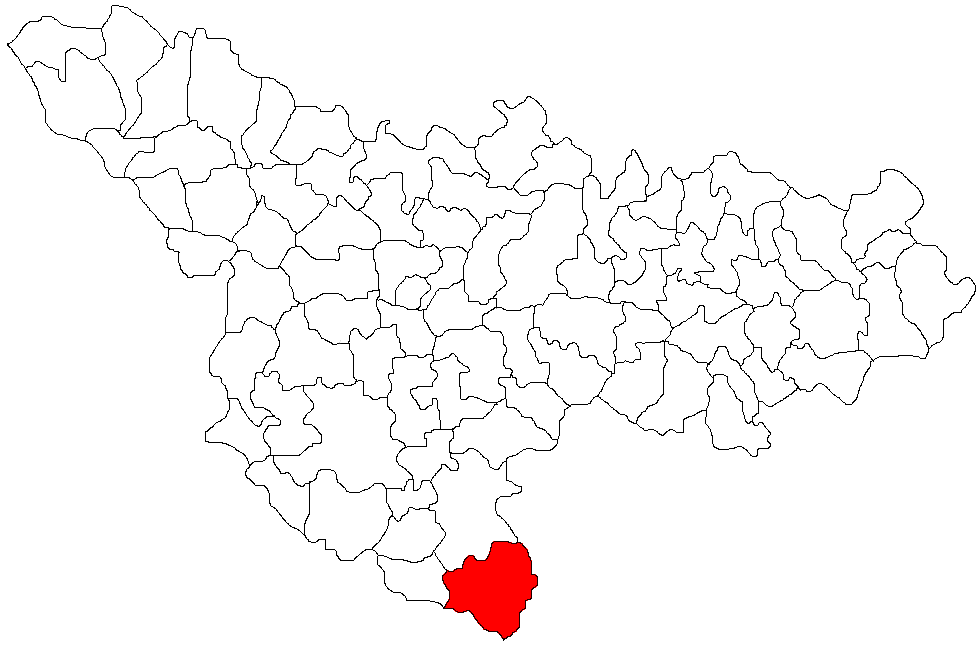
Lage der Gemeinde Jamu Mare im Kreis Timiș

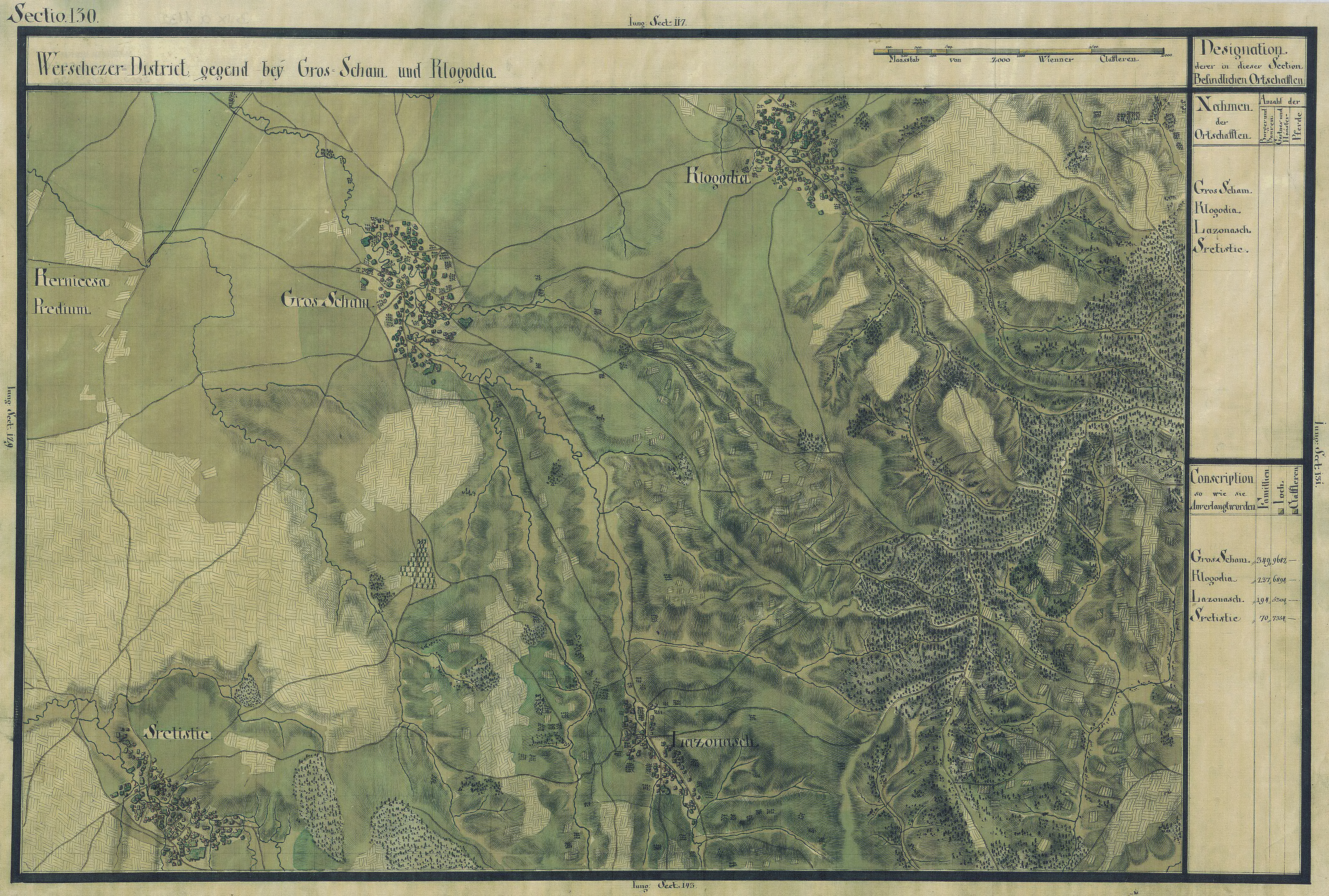
Jamu Mare auf der Josephinischen Landaufnahme (1769–1772)

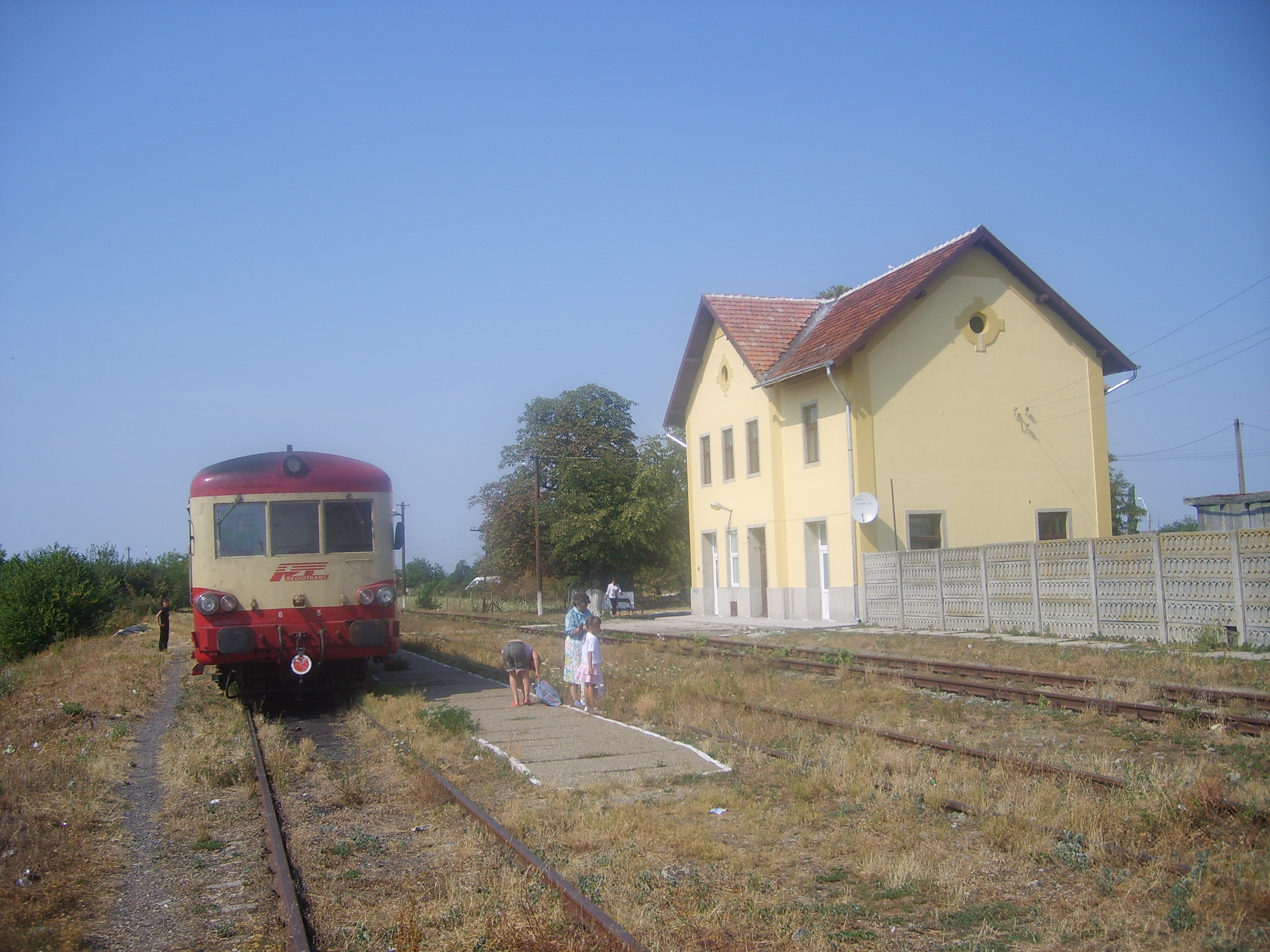
Bahnhof von Jamu Mare

 Jamu Mare (deutsch Großscham oder Freudenthal, ungarisch Nagyzsám, serbisch Veliki Zam) ist eine Gemeinde im Kreis Timiș, in der Region Banat, im Südwesten Rumäniens. Zur Gemeinde Jamu Mare gehören die Dörfer Clopodia, Ferendia, Gherman und Lățunaș.

## Lage
Jamu Mare liegt im südlichen Teil des Kreises Timiș, 70 Kilometer südlich von Timișoara (Temeswar), 20 Kilometer nördlich von Werschetz und 2 Kilometer von der Grenze zu Serbien entfernt. Nachbargemeinden sind im Nordosten Clopodia, im Südosten Lățunaș, im Süden Strediște, im Südwesten Jamu Mic und im Nordwesten Gherman.

## Nachbarorte
| Gherman             | Șemlacu Mic                                 | Clopodia |
| Moravița            | Kompassrose, die auf Nachbargemeinden zeigt | Brezon   |
| Mali Žam (Jamu Mic) | Veliko Središte                             | Lățunaș  |

## Etymologie
Der Ort wurde erstmals 1370 unter dem Namen Soma erwähnt. Die Bezeichnung Sama, Soma oder Suma, die aus der serbischen Sprache kommt und so viel wie Wald bedeutet, wurde einige jahrhundertelang benutzt. Nach dem Abzug der Türken von 1716 entstand die Schreibweise Scham und Zsam. Um den Ort von dem naheliegenden Kleinscham zu unterscheiden, erhielt er den Zusatz Groß. Durch die sich immer wieder ändernden Staatsgrenzen im Laufe der Jahrhunderte änderte sich auch der Name der Gemeinde. In der ungarischen Zeit hieß sie Nagy-Zsám, während der Zugehörigkeit zu Jugoslawien (1919–1924) Veliki-Zam und schließlich nach dem Zuspruch zu Rumänien Jamu Mare (seit 1924).

## Geschichte

### Archäologische Funde
In Großscham gab es einige archäologische Funde aus der Römerzeit, z. B. ein Stein mit der Inschrift Leg. III, was zu der Annahme führt, dass hier einmal Teile der III. Legion stationiert waren. Desgleichen fand man einige Kupfermünzen aus der Zeit der Karolinger im 9. Jahrhundert. Diese befinden sich im Historischen Museum in Budapest.

### Ansiedlung
Im Jahr 1786, zur Zeit der Josephinischen Ansiedlung, des sogenannten dritten Schwabenzugs, wurde etwa drei Kilometer östlich vom heutigen Großscham die Ortschaft Freudenthal mit deutschen Kolonisten gegründet. Die Ansiedler kamen aus dem damaligen Deutschen Reich, diesseits und jenseits des Rheins, aus dem Schwarzwald, dem Rheinland und aus dem Elsass, aus Lothringen und aus Luxemburg. Als die Baumaßnahmen abgeschlossen waren, hatte Freudenthal 152 Häuser. Die Bewohner von Freudenthal befassten sich hauptsächlich mit Ackerbau, aber auch der Weinbau war damals schon nicht unbedeutend. Zahlreiche Handwerker waren im Dorf vertreten.
Im Jahr 1809 erhielten die Freudenthaler von der Kameralverwaltung in Wien die Erlaubnis aufgrund von fehlendem Trinkwasser in das nahe gelegene Großscham umzusiedeln, während die hier ansässigen Rumänen sich in der Gegend von Pantschowa niederließen, wo sie das Dorf Petrovoselo gründeten. Das Dorf hatte bei der Besiedlung im Jahre 1809 805 Einwohner, verteilt auf 264 Häuser.
Durch die immer besser werdenden Lebensbedingungen in Großscham nach 1809 nahm die Zahl der Einwohner zu. Viele sind in den nachfolgenden Jahren aus anderen Banater Gemeinden zugewandert. So finden sich in den Kirchenbüchern Zuwanderer aus Großsanktnikolaus, Bogarosch, Lenauheim, Bacova, Sânandrei, Mercydorf, aber auch aus dem südlichen Banat wie Werschetz, Zichydorf, Orawitz, Moritzfeld usw.

### Schulwesen
Schon im Sommer 1787 traf der erste Lehrer Georg Mage aus Lothringen in Großscham ein. 1789 folgte ihm der aus Regensburg zugewanderte Josef Weihrauch. Im Jahr 1822 wurde eine neue Schule gebaut. Der Unterricht fand in deutscher Sprache statt. 1867, als das Banat zu Ungarn kam, wurde in Großscham Ungarisch als Unterrichtssprache eingeführt. Der Erste Weltkrieg setzte der Magyarisierung ein Ende; es wurde wieder Deutsch als Unterrichtssprache eingeführt. Nach 1918, in der rumänischen Zeit, gab es die Volksschule mit 7 Klassen. 1945 nach dem Zweiten Weltkrieg wurden die deutschen Schulen geschlossen und der Unterricht in rumänischer Sprache abgehalten. Zu Beginn des Schuljahres 1948/49 fand jedoch die Wiedereröffnung der deutschen Schulen statt. 1955 wurde eine neue, größere und modernere Schule von dem Baumeister Johann Utz gebaut.

### Konfessionelles Leben
Im Jahr 1826 erwarb Lazar Karacsony Groß- und Kleinscham. Der Enkel von Lazar Karacsony, Guido, veranlasste den Bau der heutigen Kirche. 1836 wurde die neue Kirche der Heiligen Maria geweiht. In der Kirche unter der Kapelle befindet sich die Grabstätte der Familie Karacsony.
1850 bekam die Kirche eine Orgel mit 18 Registern, von dem Orgelbauer Dangl in Arad gebaut. 1867 wurde die 700 Kilogramm schwere Glocke von der Firma Ehgartner in Temeswar gegossen. Die Glocken wurden im Ersten Weltkrieg eingeschmolzen, um daraus Kanonen zu gießen. Nach dem Krieg spendeten die in Amerika lebenden Landsleute eine neue Glocke, die heute noch neben drei anderen Glocken im Turm der Kirche ist. 1866 wurde die Turmuhr von Meister Spindler aus Dognatschka eingebaut. Die heutige Uhr wurde 1913 montiert.

### Wirtschaft
Bis zum Zweiten Weltkrieg war Großscham eine Bauerngemeinde, deren Einwohner fast alle in der Landwirtschaft tätig waren. Die Handwerker im Ort, Schmiede, Wagner, Maschinenschlosser und Sattler, waren fast ausschließlich für die Herstellung von Gerätschaften für die Landwirtschaft tätig.
Von großer Bedeutung für die wirtschaftliche Entwicklung von Großscham war die gute Verkehrslage an der Landstraße Temeswar-Orawitz. Mit zunehmender Entwicklung des Handels ergab sich die Notwendigkeit des Anschlusses der Gemeinde an das Postnetz, was durch die Einrichtung des Postamtes 1859 geschah. 1884 wurde das Telegrafenamt eingerichtet. Der Anschluss an das Eisenbahnnetz 1892 war ein weiterer Schritt zum Ausbau der Verkehrseinrichtungen. Von großer Bedeutung für den Wohlstand der Gemeinde war auch der Weinbau. Die wichtigsten Rebsorten in Großscham waren Gutedel, Grazer, Ungarischer und Hotteler.
Durch die Zunahme der Bevölkerung und den damit verbundenen wachsenden Bedarf an Nahrungsmitteln aus Getreide ergab sich die Notwendigkeit einer Mühle. Und es wurden gleich drei Dampfmühlen gebaut, mit einer Gesamtkapazität von 1400 Tonnen. 1928 erhielt die Gemeinde ein eigenes Elektrizitätswerk.
Unverzichtbarer Bestandteil einer gut gehenden Wirtschaft sind auch die Banken und Genossenschaften. Die erste Raiffeisenbank des Banats wurde 1898 in Großscham gegründet. Eine zweite Bank, das „Economia Kreditinstitut“, wurde 1933 gegründet.
1869 bekam Großscham das Marktrecht. Der Wochenmarkt fand samstags statt, die Jahrmärkte im Frühjahr und im Herbst.
Als das Banat 1918 dreigeteilt wurde, fiel Großscham an Serbien. Sechs Jahre später nach einer Grenzberichtigung kam das Dorf zu Rumänien, lag nun am südwestlichen Rande Rumäniens und wurde zur Eisenbahnendstation. Die Randlage führte vorerst zur wirtschaftlichen Stagnation der Gemeinde, was sich jedoch in den 1930er Jahren wieder umkehren sollte. In dieser Zeit wurden die neuesten Landwirtschaftsmaschinen und Traktoren gekauft. Die Erzeugnisse wie Getreide, Mastvieh und Wein waren sehr begehrt, der Export nach Deutschland wuchs von Jahr zu Jahr.
Nach dem Zweiten Weltkrieg wurde der gesamte Landwirtschaftliche Besitz enteignet und in Landwirtschaftliche Produktionsgenossenschaften zusammengeschlossen. Die Planwirtschaft führte zum Untergang der Wirtschaft insgesamt. Die wirtschaftliche Katastrophe hatte die Abwanderung zur Folge. Die jungen Menschen verließen das Dorf, um im Zuge der Industrialisierung in der Stadt eine bessere Zukunft zu finden. Für die Deutschen begann nach dem Abkommen zwischen Bundeskanzler Helmut Schmidt und dem Präsidenten Nicolae Ceaușescu von 1977 die Auswanderung nach Deutschland. Die Lücke wurde durch staatlich gelenkte Zuwanderung von Rumänen geschlossen.

### Kultur
Das kulturelle Leben spielte sich hauptsächlich in den Vereinen ab. Der erste Verein, der in Großscham gegründet wurde, war der Leseverein, 1867. 1888 wurde die Freiwillige Feuerwehr gegründet. 1894 kam es zur Gründung des Bauernvereins, der die Interessen der Bauern vertrat. Andere Vereine waren der Frauenverein, der Rosenkranzverein, der Kirchenmilizverein, der Jagdverein, der Jugendverein, der Gewerbeverein, der die Interessen verschiedener Berufszweige vertrat. Ein besonderes Verdienst im kulturellen Leben der Gemeinde kam den beiden Gesangsvereinen zu, dem Männergesangsverein (1892) und dem Lyra Musik- und Gesangsverein.

### Kriegsfolgen
Am 4. Juni 1920 wurde das Banat infolge des Vertrags von Trianon dreigeteilt. Der größte, östliche Teil, zu dem auch Großscham gehörte, fiel an Rumänien.
Infolge des Waffen-SS-Abkommens vom 12. Mai 1943 zwischen der Antonescu-Regierung und Hitler-Deutschland wurden alle deutschstämmigen wehrpflichtigen Männer in die deutsche Armee eingezogen.
Noch vor Kriegsende, im Januar 1945, fand die Deportation aller volksdeutschen Frauen zwischen 18 und 30 Jahren und Männer im Alter von 16 bis 45 Jahren zur Aufbauarbeit in die Sowjetunion verschleppt statt.
Das Bodenreformgesetz vom 23. März 1945, das die Enteignung der deutschen Bauern in Rumänien vorsah, entzog der ländlichen Bevölkerung die Lebensgrundlage. Durch das Nationalisierungsgesetz vom 11. Juni 1948, das die Verstaatlichung aller Industrie- und Handelsbetriebe, Banken und Versicherungen vorsah, fand die Enteignung aller Wirtschaftsbetriebe unabhängig von der ethnischen Zugehörigkeit statt.
Da die Bevölkerung entlang der rumänisch-jugoslawischen Grenze von der rumänischen Staatsführung nach dem Zerwürfnis Stalins mit Tito und dessen Ausschluss aus dem Kominform-Bündnis als Sicherheitsrisiko eingestuft wurde, erfolgte am 18. Juni 1951 die Deportation „von politisch unzuverlässlichen Elementen“ in die Bărăgan-Steppe unabhängig von der ethnischen Zugehörigkeit. Die rumänische Führung bezweckte zugleich den einsetzenden Widerstand gegen die bevorstehende Kollektivierung der Landwirtschaft zu brechen. Als die Bărăganverschleppten 1956 heimkehrten, erhielten sie die 1945 enteigneten Häuser und Höfe zurückerstattet. Der Feldbesitz wurde jedoch kollektiviert.